# Cementon
Cementon es un lugar designado por el censo ubicado en el condado de Lehigh en el estado estadounidense de Pensilvania. En el año 2010 tenía una población de 1.538 habitantes y una densidad poblacional de 2.197,1 personas por km².

## Geografía
Cementon se encuentra ubicado en las coordenadas 40°41′19″N 75°30′54″O / 40.68861, -75.51500. Según la Oficina del Censo de los Estados Unidos, Cementon tiene una superficie total de 0,67 mi² (1,7 km²), de la cual 0,65 mi² (1,7 km²) corresponden a tierra firme y 0,02 mi² (0,1 km²) es agua.